# Ужевка
Ужевка — деревня в Сосновском районе Челябинской области. Входит в состав Мирненского сельского поселения.

## География
Расположена на берегу реки Зюзелги. Расстояние до районного центра села Долгодеревенского 9 км.
На берегу реки установлен памятник партизанам
К востоку от деревни, на противоположном берегу реки расположен Ужовский бор. 

## История
В XVIII веке на месте современного населённого пункта возник хутор Ужовский. Он был основан казаками Челябинской крепости и получил своё название, по словам старожилов, в честь близлежащего холма.
В 1795 году на хуторе было всего 10 дворов, а в 1826 году в посёлке, который тогда  был частью станицы Челябинской первого кантона Оренбургского казачьего войска, насчитывалось 11 дворов. К 1841 году количество дворов увеличилось до 14.
После ликвидации кантонов станица с посёлками, включая Ужовку, была присоединена к полку № 8 Оренбургского казачьего войска с центром управления в станице Миасской. С середины XIX века деревня относилась к Долгодеревенскому станичному юрту третьего военного отдела Оренбургского казачьего войска.
В 1873 году в деревне было 48 дворов, а в 1889 году — 67. В деревне была школа и водяная мельница. В 1900 году в деревне была построена часовня.
В 1929 году был создан колхоз «Новый путь», который в 1950 году объединился с колхозом «Красная звезда» из посёлка Заварухино. Объединённое хозяйство получило название «Ленинский путь».
Позднее колхоз стал отделением совхоза «Россия», а в 1962 году вошёл в состав совхоза «Есаульский».

## Население
| 2002 | 2010 |
| ---- | ---- |
| 389  | ↗446 |

По архивам переписи: в 1795 — 74, в 1841 — 82, в 1873 — 317, в 1889 — 416, в 1900 — 444, в 1916 — 471, в 1926 — 559, в 1948 — 312, в 1959 — 501, в 1970 — 409, в 1995 — 290
По данным Всероссийской переписи, в 2010 году численность населения деревни составляла 446 человек (225 мужчин и 221 женщина).

## Улицы
Уличная сеть деревни состоит из 10 улиц и 2 переулков.